# Ognjen Sviličić
Ognjen Sviličić (ur. 21 kwietnia 1971 w Splicie) – chorwacki reżyser filmowy, scenarzysta i pisarz.

## Życiorys
W 1997 roku ukończył studia na Akademii Sztuk Dramatycznych w Zagrzebiu na kierunku reżyseria filmowa i telewizyjna.
Tworzy dramaty społeczno-psychologiczne o odizolowanych, zmarginalizowanych ludziach. Jego filmy charakteryzują się wolnym tempem i minimalistycznym stylem. Dzięki docenionym przez krytykę filmom Puna kuća (1998), Da mi je biti morsi pas (1999) i Ante se vrja kuci (2001) zyskał miano jednego z czołowych chorwackich reżyserów. Jego film Armin w 2008 roku otrzymał Nagrodę FIPRESCI na MFF w Palm Springs.
Był scenarzystą następujących filmów: Što je Iva snimila Tomislava Radicia, Put lubenica i Metastaze Branka Schmidta, Slovenka i Noćni život – Nočno živjeno Damjana Kozole oraz Otac Srdana Golubovicia. Tworzy również scenariusze do seriali telewizyjnych, m.in. Stipe u voženje. W 2014 roku opublikował powieść „Glava velike ribe”.
Od 2013 roku jest profesorem nadzwyczajnym Akademii Sztuk Dramatycznych.